# Geer
Geer är en kommun i Belgien.   Den ligger i provinsen Liège och regionen Vallonien, i den centrala delen av landet, 60 km öster om huvudstaden Bryssel. Antalet invånare är 3 150.
Trakten runt Geer består till största delen av jordbruksmark. Runt Geer är det ganska tätbefolkat, med 149 invånare per kvadratkilometer.